# Casa de Campo Resort & Villas
Casa de Campo es una comunidad residencial estilo Ponderosa junto al mar en la costa sureste de la República Dominicana, precisamente en la Provincia de la Romana. Fue desarrollada en la década de 1970 por Gulf and Western Industries en 7000 acres (28 km²) de terreno de su ingenio azucarero Central Romana.

## Historia
Casa de Campo fue fundada por el industrial estadounidense nacido en Austria Charles Bluhdorn. Hizo grandes inversiones en el desarrollo económico y social de la República Dominicana, y uno de sus proyectos fue este resort.
En 1967, la empresa de Bluedorn, Gulf+Western, compró South Puerto Rico Sugar Company por 54 millones de dólares. En 1975, Gulf+Western convirtió unos 28 kilómetros cuadrados (7.000 acres) del sitio del ingenio azucarero en el complejo Casa de Campo, pero la construcción de villas y campos de golf comenzó antes, en 1971.
Para trabajar en el diseño interior de la Casa de Campo, Bluedorn contrató a su amigo, el famoso diseñador Oscar de la Renta. Posteriormente, de la Renta no sólo diseñó el complejo, sino que también construyó allí su propia villa.
Bluhdorn soñó que el resort Casa de Campo se volvería popular entre los cineastas y, por eso, a menudo invitaba a productores, directores, guionistas y estrellas de cine para mostrarles la belleza de la República Dominicana.  Posteriormente, el rodaje tuvo lugar allí:
- "El Padrino II" (1974): todas las escenas que tuvieron lugar en Cuba según el guion fueron filmadas en Santo Domingo.
- Apocalypse Now (1979) - Algunas escenas se filmaron en el río Chavón.

Charles Bluedorn murió en 1983 y en 1984 su esposa Yvette vendió la propiedad a los hermanos Fanjul, magnates del azúcar nacidos en Cuba.

## Villas y marina
Hay dos tipos de villas que se pueden adquirir: las "punto de villas" son dueñas únicamente del terreno, con estacionamientos y espacios ajardinados como áreas comunes. Las "villas con solar propio" son propietarias de un área completa, que incluye estacionamientos y el paisaje. Alrededor del 10% de las residencias del complejo son condominios de poca altura en edificios de no más de cuatro niveles. Alrededor del 70% de las propiedades son grandes propiedades.
Casa de Campo tiene más de 1,700 villas privadas, cuyo precio varía entre US$1,000,000 y US$24,000,000, lo que la convierte también en una de las comunidades más ricas del país, comparable a Los Hamptons.
Completada en 2000, Casa de Campo tiene un moderno puerto deportivo de 400 amarres, completo con un astillero con un TraveLift de 120 toneladas diseñado por el arquitecto italiano Gian Franco Fini para parecerse a Portofino. Alrededor de este puerto hay más de 70 restaurantes, tiendas, bares y viviendas. En 2010, la Marina de Casa de Campo fue sede de la Copa de vela Rolex Farr 40.

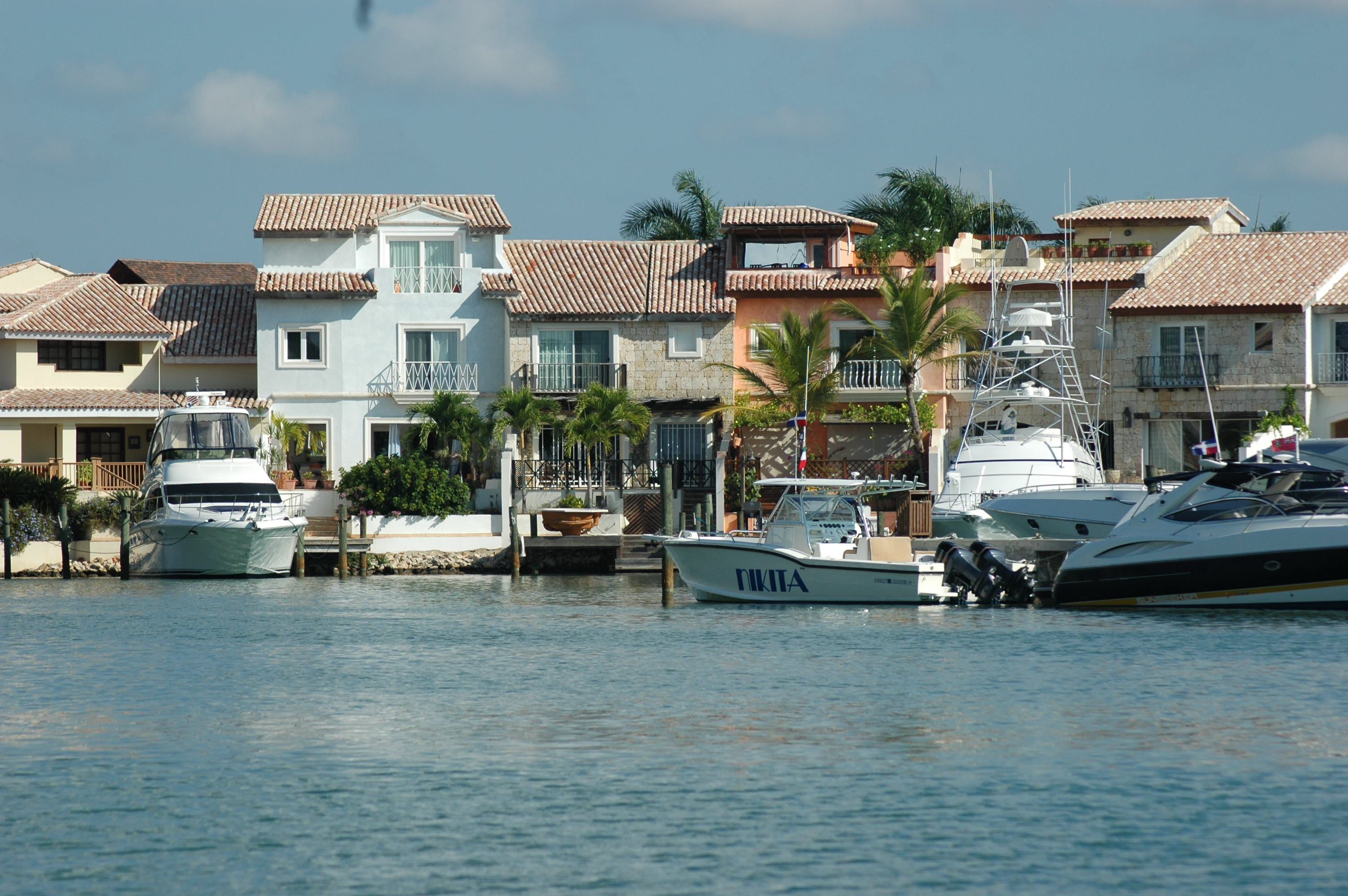
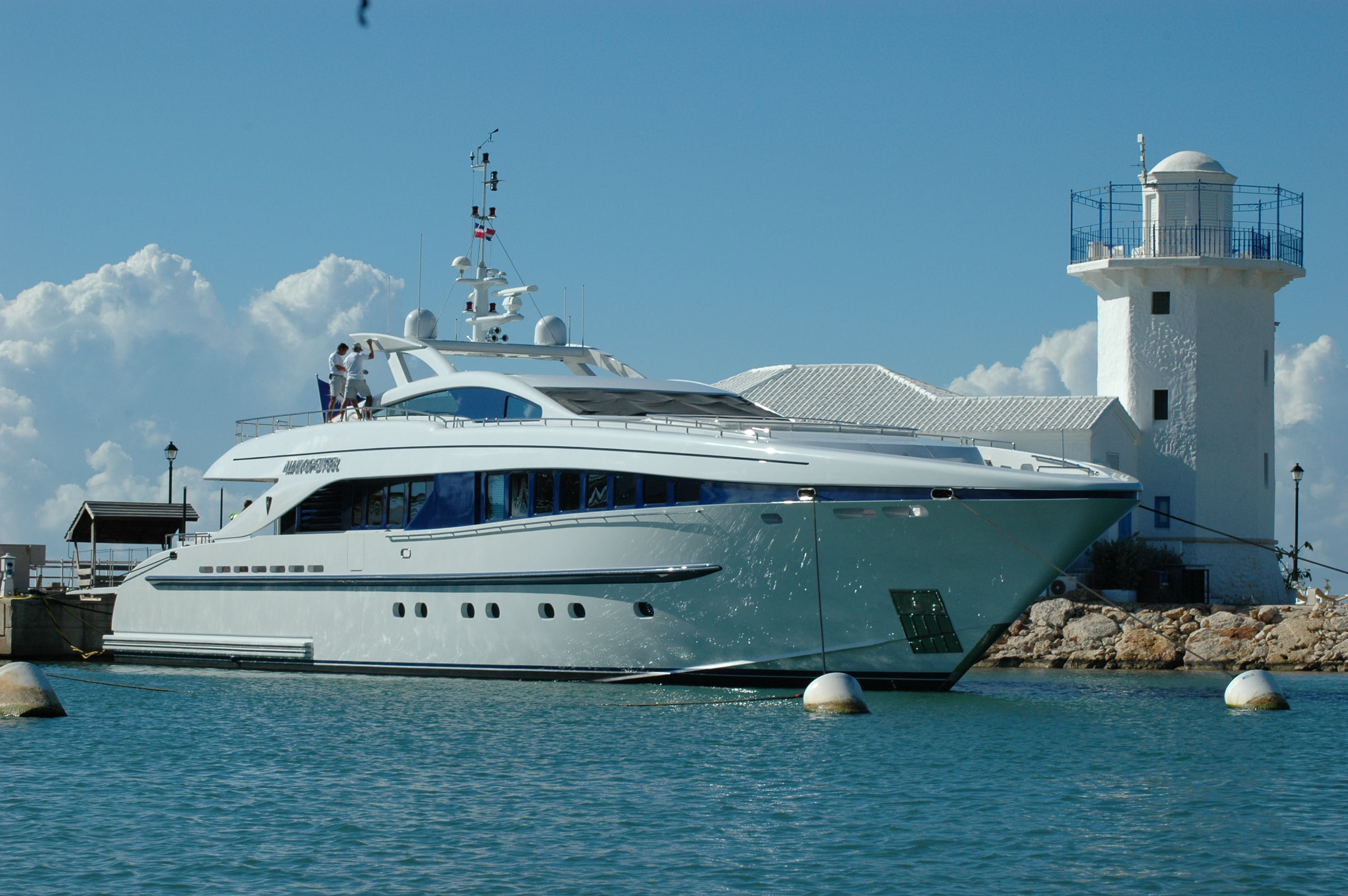
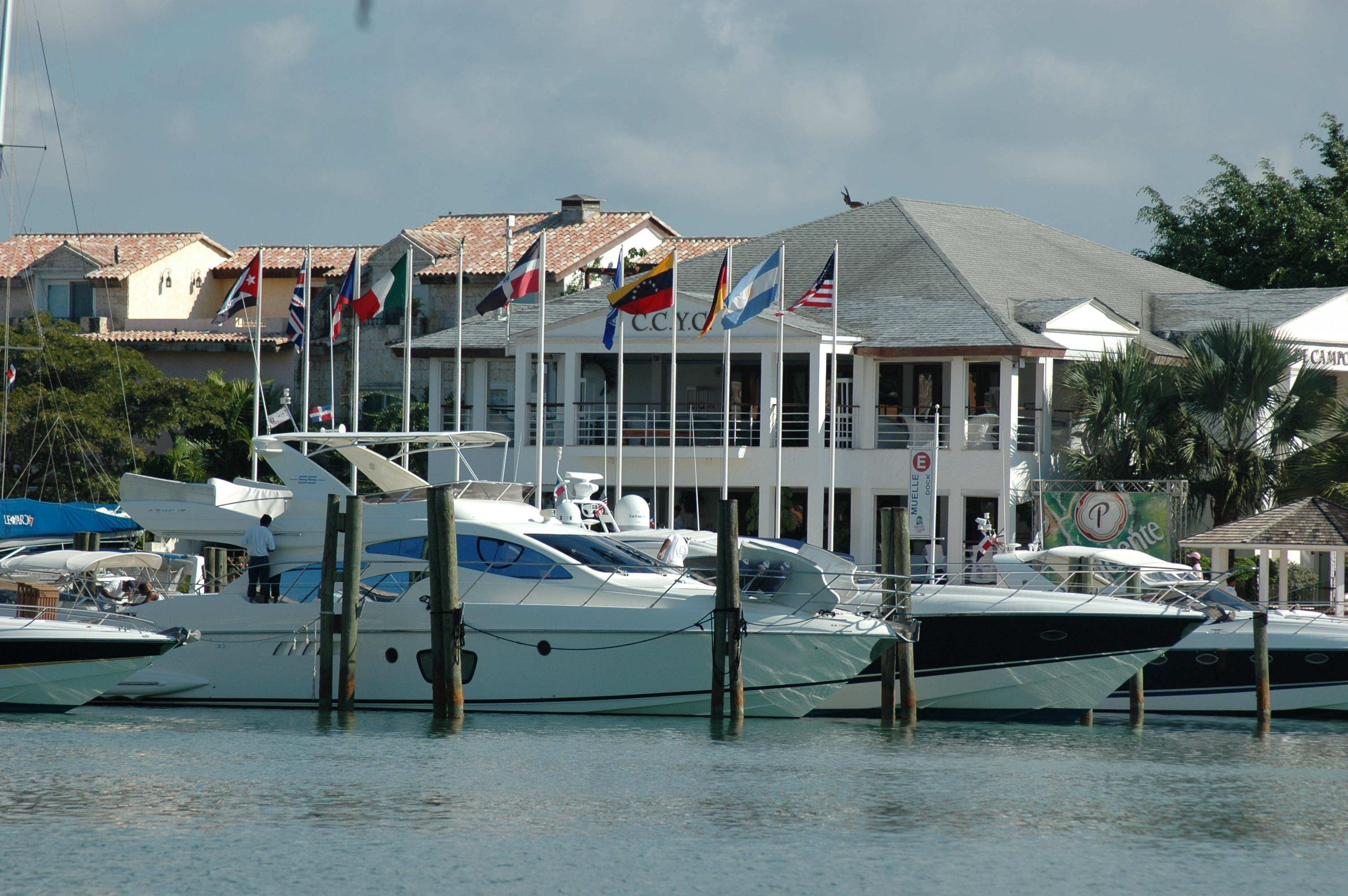
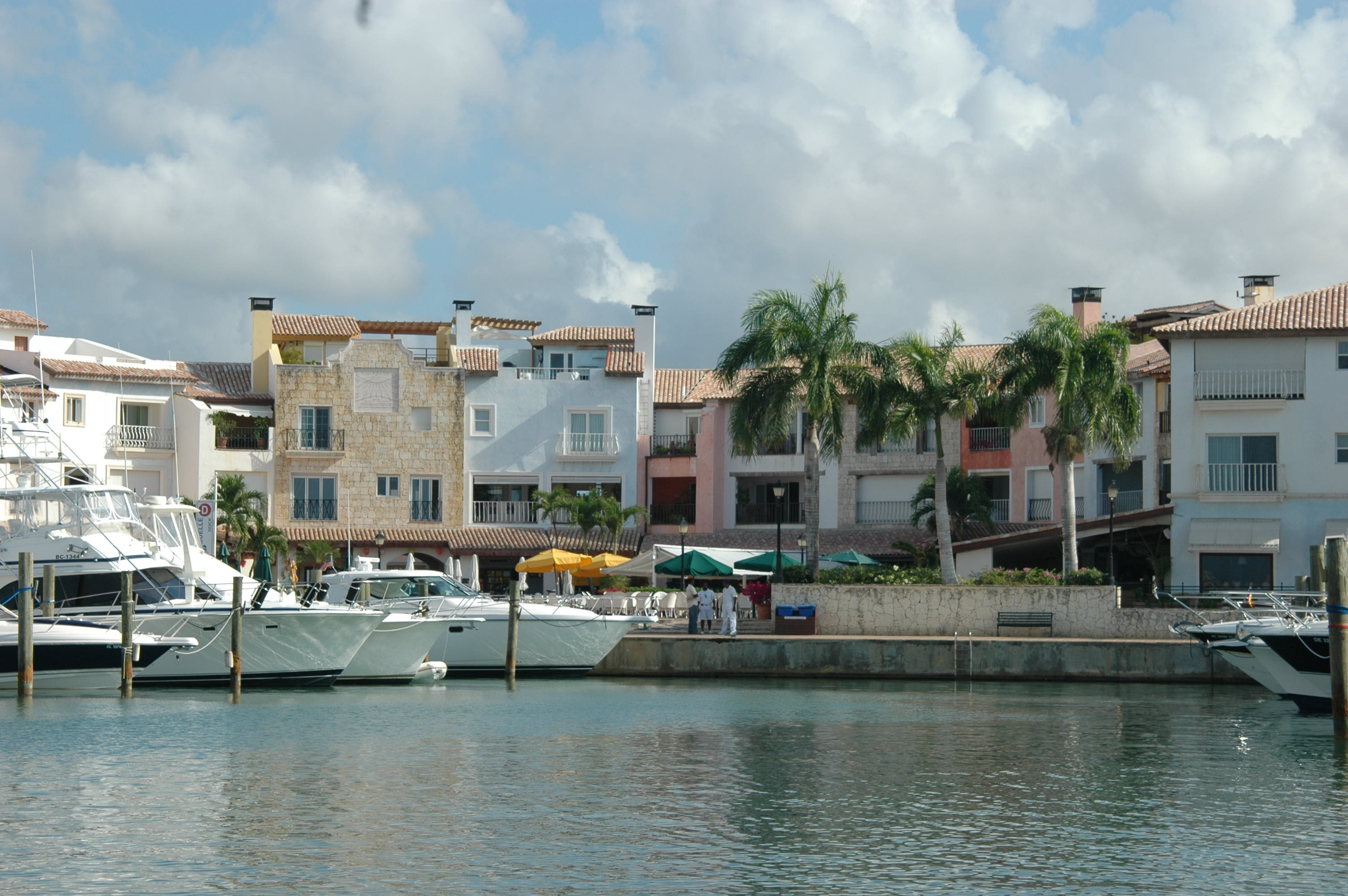
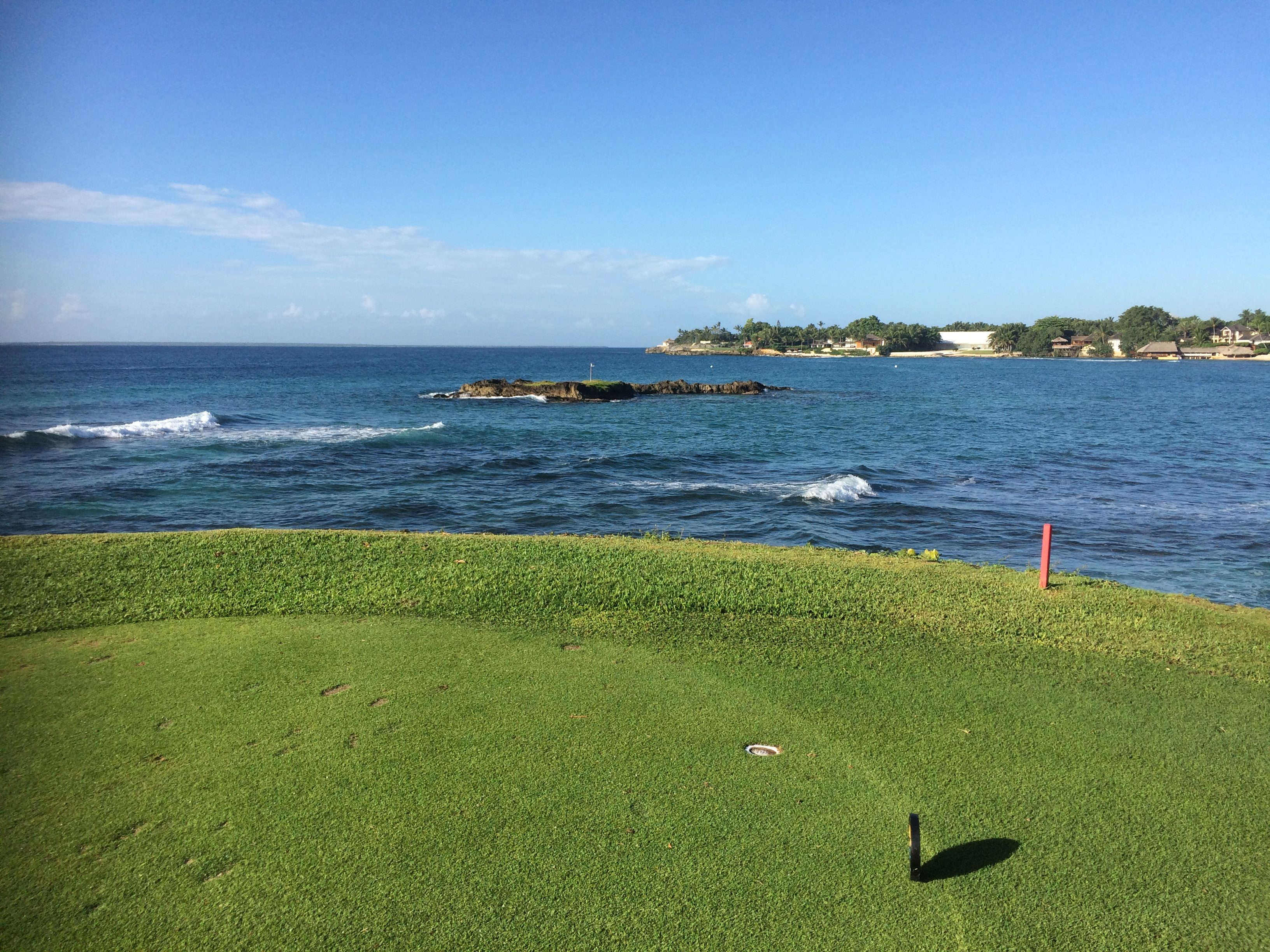

## Campo de golf
Los arquitectos de golf Pete y Alice Dye han tenido una casa en Casa de Campo desde principios de los años 70, cuando guiaron a 300 trabajadores locales con machetes para abrir el Diente de Perro (inaugurado en 1971) a través de la jungla y a lo largo de una costa rocosa. El campo sirvió como telón de fondo para la edición de trajes de baño de Sports Illustrated de 1971.
Sigue siendo el único campo del Caribe clasificado constantemente entre los 100 mejores campos del mundo (normalmente entre los 50 mejores). El Links Course (inaugurado en 1974) y el La Romana Country Club, exclusivo para miembros (inaugurado en 1990) son recorridos interiores aderezados con lagos. El campo más nuevo de Dye, el aclamado Dye Fore (inaugurado en 2000), bordea acantilados de 300 pies (91 m) sobre el río Chavón, con vistas al pueblo de Altos de Chavón, montañas distantes y el nuevo puerto deportivo. Dye completó recientemente otro campo en la meseta junto a Dye Fore, llamado Dye Fore Lakes. Anualmente, Casa de Campo alberga el torneo de golf Sugar, que acoge a aproximadamente 300 golfistas.

### Eventos importantes realizados en Casa de Campo
- 1974 Eisenhower Trophy
- 1974 Espirito Santo Trophy
- 1994 Shell's Wonderful World of Golf (Raymond Floyd vs. Fred Couples)
- 2014 Abierto de República Dominicana
- 2016 Latin America Amateur Championship
- 2019 Latin America Amateur Championship
- 2022 Latin America Amateur Championship